# Campionati Internazionali di Sicilia 1994
I Campionati Internazionali di Sicilia 1994 sono stati un torneo di tennis giocato sulla terra rossa. È stata la 15ª edizione dei Campionati Internazionali di Sicilia, che fanno parte della categoria World Series nell'ambito dell'ATP Tour 1994. Si sono giocati a Palermo in Italia, dal 26 settembre al 2 ottobre 1994.

## Campioni

### Singolare
Alberto Berasategui ha battuto in finale  Àlex Corretja con il punteggio di 2–6, 7–6(6), 6–4

### Doppio
Tom Kempers /  Jack Waite hanno battuto in finale  Neil Broad /  Greg Van Emburgh con il punteggio di 7–6, 6–4